# 동포클랜드섬
동포클랜드섬(East Falkland)은 남대서양 포클랜드 제도의 섬이다. 현재는 영국령에 예속되어 있지만, 아르헨티나가 이 섬에 대한 영유권을 주장하고 있는 상태이다.